# Linea 15 (metropolitana di Pechino)
La linea 15 (in cinese 北京地铁15号线S, Běijīng dìtiě shíwǔhào xiànP) è una linea attiva della metropolitana di Pechino.
Gestita dalla Beijing Mass Transit Railway Operation Corp. Ltd, il primo tratto della fase iniziale (da Wangjingxi a Houshayu) è stato inaugurato il 30 dicembre 2010, seguito dall’apertura del tratto orientale (da Houshayu a Fengbo) il 31 dicembre 2011 e infine dal tratto occidentale (da Wangjingxi a Qinghua Donglu Xikou) il 28 dicembre 2014. Successivamente, il 31 dicembre 2016, è stata inaugurata anche la stazione di Wangjingdong.
La linea 15 è composta da un totale di 20 stazioni, 16 sotterranee e 4 in superficie, e si snoda lungo un percorso principalmente da nord-ovest a nord-est di 41,4 km, collegando i distretti di Haidian, Chaoyang e Shunyi. I tunnel della linea 15 raggiungono una profondità massima di 38 metri, caratteristica che li rende i più profondi dell’intera rete metropolitana di Pechino.
Per effettuare l'intera tratta sono necessari circa 59 minuti. La linea 15 è contraddistinta, negli allestimenti dei convogli e nelle mappe ufficiali, dal colore viola.

## Storia

### Tratto orientale: da Wangjingxi a Fengbo
Il 3 febbraio 2009, la Commissione urbanistica di Pechino ha approvato il piano della linea 15 della metropolitana di Pechino. Il 2 aprile successivo sono iniziati i lavori preliminari e, l’11 aprile, è partita ufficialmente la costruzione del tratto del distretto di Shunyi della prima fase, dalla stazione Guozhan alla stazione Fengbo. Ad agosto dello stesso anno è stata ripristinata anche la costruzione della stazione Wangjingdong, precedentemente eliminata dalla progetto delle fermate, e il 28 ottobre 2009 è iniziata la posa dei binari sul primo tratto operativo della prima fase.
Il 14 gennaio 2010, la Commissione urbanistica di Pechino ha reso pubblico il piano della prima fase. Il 25 marzo sono stati, invece, annunciati i nomi delle 18 stazioni comprese tra Beishatan e Fengbo. Il 2 settembre è cominciata l'esercizio di prova senza passeggeri del primo tratto operativo. Il 30 dicembre 2010 è stato inaugurato il tratto tra le stazioni Wangjingxi e Houshayu, esclusa Wangjingdong che venne inaugurata solamente il 31 dicembre 2016.
Circa un anno dopo, il 31 dicembre dicembre 2011, sono state inaugurate anche le fermate rimanenti del tratto orientale della linea 15, da Houshayu a Fengbo, aggiungendo 11 km di percorso e 4 stazioni.

### Tratto occidentale: da Qinghua Donglu Xikou a Wangjingxi
I lavori sono iniziati nel gennaio 2011, dapprima alla stazione Parco Olimpico. Solamente nel febbraio 2012 sono stati avviati ufficialmente i lavori di realizzazione sull'intero tratto occidentale della linea 15.
Il 19 novembre 2013, la Commissione urbanistica di Pechino ha reso pubblica la proposta di nomi per le stazioni Liudaokou e Qinghua Dong, in seguito rinominata Qinghua Donglu Xikou.
Nel febbraio 2014 è stato completato lo scavo dei tunnel del tratto occidentale, mentre il 20 maggio successivo è stata completata la posa dei binari. Il 20 settembre dello stesso anno sono iniziati i test senza passeggeri, durati circa tre mesi.
Il 28 dicembre 2014 è stato aperto al pubblico il tratto occidentale, da Qinghua Donglu Xikou a Wangjingxi, ad esclusione della stazione Datunludong. Quest'ultima è stata inaugurata solamente un anno dopo, il 26 dicembre 2015.

### Sviluppi futuri
Il 26 gennaio 2025 è stato reso pubblico sul sito della Beijing Infrastructure Investment Co. Ltd. il progetto per l’estensione orientale della linea 15, che prevede il prolungamento da Fengbo fino alla stazione Nancai, nel distretto di Shunyi. Il 24 marzo 2025 la stessa società ha pubblicato la prima valutazione d’impatto ambientale sull’estensione: il tratto si svilupperà per circa 2,9 km da Fengbo fino a Nancai, aggiungendo una fermata alla linea.

### Cronologia delle aperture
| Segmento                          | Inaugurazione    | Lunghezza           | Stazioni | Nome sezione                |
| --------------------------------- | ---------------- | ------------------- | -------- | --------------------------- |
| Wangjingxi — Houshayu             | 30 dicembre 2010 | 17,72 km            | 8        | Fase I (tratto orientale)   |
| Houshayu — Fengbo                 | 31 dicembre 2011 | 11,06 km            | 4        | Fase I (tratto orientale)   |
| Qinghua Donglu Xikou — Wangjingxi | 28 dicembre 2014 | 9,94 km             | 6        | Fase I (tratto occidentale) |
| Datunludong                       | 26 dicembre 2015 | Stazione intermedia | 1        | Fase I (tratto occidentale) |
| Wangjingdong                      | 31 dicembre 2016 | Stazione intermedia | 1        | Fase I (tratto orientale)   |
| Fengbo — Nancai                   | TBA              | 2,9 km              | 1        | Fase II (tratto orientale)  |

## Tratta e servizio
La linea 15 della metropolitana parte nel distretto di Haidian, nel quadrante nord-ovest di Pechino, a metà tra la quarta e la quinta circonvallazione autostradale della città. Il tragitto della linea ha inizio da Qinghua Donglu Xikou, nei pressi dell'Università Tsinghua, e segue Qinghua East Road e Datun Road attraversando l’area del centro olimpico in direzione est, entrando nel distretto di Chaoyang. Giunta a Dingcheng Road, la linea svolta verso sud, attraversa l'autostrada Pechino-Chengde e raggiunge Wangjingxi. Da lì prosegue lungo Huguang Middle Street fino al cuore del distretto di Wangjing, quindi si dirige verso nord fino a Wangjingbei. Da qui curva verso est seguendo Xiangjiang North Road. La linea diventa sopraelevata lungo Jingshun Road, proseguendo verso nord per poi piegare verso est una volta superato l'aeroporto di Pechino-Capitale. Prosegue quindi lungo Shunyu Road, dove nei pressi del lato ovest del Sesto Anello Est la linea diventa nuovamente sotterranea, attraversa Fuqian Street nel distretto di Shunyi e raggiunge l’area di Hedong.
La linea consente interscambi con le linee Changping, 8, 5, 13 e 14.

### Servizio a tratte sovrapposte e corse express
Dal marzo 2020, la linea 15 ha introdotto dei servizi aggiuntivi per migliorare l'efficienza durante le ore di punta mattutine e serali. Tali servizi sono noti come 大中小交路套跑 (Dàzhōngxiǎo jiāolù tàopǎoP, lett. "Percorso grande, medio e breve a tratte sovrapposte") e 大站快车 (Dàzhàn kuàichēP, lett. "treni rapidi con fermate selezionate; corse express"). Tali servizi, che fermano solo in alcune stazioni selezionate, sono in aggiunta al percorso regolare della linea 15 che, invece, effettua tutte le fermate previste.
Riguardo al percorso a tratte sovrapposte, il percorso grande effettua tutte le fermate, quello a tratta media svolge servizio nella tratta tra Fengbo e Datunludong mentre quello breve ferma solamente tra le stazioni di Houshayu e Datunludong. Questi servizi sono attivi solamente tra le 6 e le 10 e le 17 e le 20 circa.
Le corse express, invece, attive solamente negli orari di punta mattutini e serali, effettuano fermate solamente nelle stazioni più importanti: quando sono in vigore i servizi express, il percorso a lunga tratta non ferma alle stazioni di Cuigezhuang, Maquanying, Sunhe, Guozhan e Hualikan; quelli a tratta media, invece, non effettuano servizio a Nanfaxin, Shimen e Shunyi.

### Tariffazione e orari
La tariffazione parte da un prezzo di ¥3 (circa €0,40) a seconda della distanza di viaggio totale da percorrere, fino a un massimo di ¥7 (circa €0,80) per percorrere tutta la linea. I treni sono attivi tutti i giorni dalle 5:12 alle 00:09.

## Percorso e stazioni

### Percorso
| Unknown route-map component "uextCONTg" |

|  | Unknown route-map component "uhCONTgq" | Unknown route-map component "utKRZh" | Unknown route-map component "uehBHFq" + Unknown route-map component "HUBa" | Unknown route-map component "uhCONTfq" |

|  | Unknown route-map component "tCONTgq" | Unknown route-map component "umtKRZtu" | Unknown route-map component "tSTRq" + Unknown route-map component "HUB" | Unknown route-map component "tCONTfq" |

|  | Urban tunnel station on track + Unknown route-map component "HUBaq" | Unknown route-map component "HUBrf" |

| Unknown route-map component "HUBc2" | Urban tunnel station on track + Unknown route-map component "HUB3" |  |

| Unknown route-map component "utCONTgq" | Unknown route-map component "utBHFq" + Unknown route-map component "HUB1" | Unknown route-map component "utKRZto" + Unknown route-map component "HUBc4" | Unknown route-map component "utCONTfq" |  |

| Urban tunnel station on track |

| Unknown route-map component "HUBc2" | Urban tunnel station on track + Unknown route-map component "HUB3" |  |

| Unknown route-map component "utCONTgq" | Unknown route-map component "utBHFq" + Unknown route-map component "HUB1" | Unknown route-map component "utKRZtu" + Unknown route-map component "HUBc4" | Unknown route-map component "utCONTfq" |  |

| Transverse water | Unknown route-map component "utKRZW" | Transverse water |

| Urban tunnel station on track |

| Unknown route-map component "uhCONTgq" | Unknown route-map component "uhSTRq" | Unknown route-map component "utKRZh" + Unknown route-map component "HUBc2" | Unknown route-map component "uhBHFq" + Unknown route-map component "HUB3" | Unknown route-map component "uhCONTfq" |

|  | Urban tunnel station on track + Unknown route-map component "HUB1" | Unknown route-map component "HUBc4" |

| Urban tunnel station on track |

| Unknown route-map component "uCONTgq" | Unknown route-map component "BLa" + Unknown route-map component "uBHFq" + Unknown route-map component "HUBa" | Unknown route-map component "utKRZ" | Unknown route-map component "uCONTfq" |  |

| Unknown route-map component "RAq" + Unknown route-map component "MFADEgq" | Unknown route-map component "RAq" + Unknown route-map component "lMKRZvo" + Unknown route-map component "BL" + Unknown route-map component "HUB" | Urban tunnel straight track + Unknown route-map component "RAq" | Unknown route-map component "RAq" + Unknown route-map component "MFADEfq" |  |

| Unknown route-map component "utCONTgq" | Unknown route-map component "uetBHFq" + Unknown route-map component "BL" + Unknown route-map component "HUB" | Unknown route-map component "utKRZto" | Unknown route-map component "utCONTfq" |  |

| Unknown route-map component "BLl" + Unknown route-map component "HUBlf" | Unknown route-map component "BLeq" + Urban tunnel station on track + Unknown route-map component "HUBeq" |  |

|  | Unknown route-map component "utCONTgq" | Unknown route-map component "utKRZto" + Unknown route-map component "HUBc2" | Unknown route-map component "utBHFq" + Unknown route-map component "HUB3" | Unknown route-map component "utLSTR+r" |

|  |  | Urban tunnel station on track + Unknown route-map component "HUB1" | Unknown route-map component "HUBc4" | Unknown route-map component "utLSTR" |

|  |  | Urban tunnel station on track |  | Unknown route-map component "utLSTR" |

|  | Transverse water | Unknown route-map component "utKRZW" | Transverse water | Unknown route-map component "utLSTR" |

|  | Unknown route-map component "CONTgq" | Unknown route-map component "umtKRZ" | Unknown route-map component "CONTfq" | Unknown route-map component "utLSTR" |

|  |  | Urban tunnel station on track |  | Unknown route-map component "utLSTR" |

|  |  | Urban tunnel straight track | Unknown route-map component "uKDSTa" + Unknown route-map component "HUBa" | Unknown route-map component "utSTRe" |

|  |  | Urban tunnel straight track | Unknown route-map component "uKRWgl" + Unknown route-map component "HUBlf" | Unknown route-map component "uKRWg+r" + Unknown route-map component "HUBlg" |

|  |  | Urban tunnel straight track | Unknown route-map component "utSTRa" | Urban non-passenger end station + Unknown route-map component "HUBe" |

|  | Unknown route-map component "utKRWg+l" | Unknown route-map component "utKRWr" |

| Unknown route-map component "tCONTgq" | Unknown route-map component "umtKRZto" | Unknown route-map component "tCONTfq" |

| Urban tunnel station on track |

| Unknown route-map component "uhtSTRe" |

| Urban tunnel station on track |

| Transverse water | Unknown route-map component "uhKRZW" | Transverse water |

| Urban tunnel station on track |

| Urban tunnel station on track |

| Urban tunnel station on track |

| Unknown route-map component "uhtSTRa" |

| Urban tunnel station on track |

| Urban tunnel station on track |

| Unknown route-map component "CONTgq" | Unknown route-map component "umtKRZ" | Unknown route-map component "CONTfq" |

|  |  | Urban tunnel straight track | Unknown route-map component "uextSTR+l" | Unknown route-map component "uexKDSTCCeq" |

| Unknown route-map component "uextCONTgq" | Unknown route-map component "utTINTxt" | Unknown route-map component "uextSTRr" |

| Transverse water | Unknown route-map component "utKRZW" | Transverse water |

| Urban tunnel station on track |

| Unknown route-map component "utKRW+l" | Unknown route-map component "uxtKRWgr" |  |

| Unknown route-map component "uKDSTCCe" | Unused urban end station |  |

### Stazioni
|                      | Nome stazione                   | Nome in cinese, pinyin | Percorrenza (ore) | Distanza (km) | Interscambi |
| -------------------- | ------------------------------- | ---------------------- | ----------------- | ------------- | ----------- |
| Qinghua Donglu Xikou | 清华东路西 Qīnghuá dōnglù xīkǒu | 0:00                   | 0,00              |               |             |
| Liudaokou            | 六道口 Liùdàokǒu                | 0:03                   | 1,14              |               |             |
| Beishatan            | 北沙滩 Běishātān                | 0:05                   | 2,48              |               |             |
| Parco Olimpico       | 奥林匹克公园 Àolínpǐkè gōngyuán | 0:08                   | 4,48              |               |             |
| Anlilu               | 安立路 Ānlìlù                   | 0:10                   | 5,84              |               |             |
| Datunludong          | 大屯路东 Dàtúnlùdōng            | 0:12                   | 6,78              |               |             |
| Guanzhuang           | 关庄 Guānzhuāng                 | 0:14                   | 7,87              |               |             |
| Wangjingxi           | 望京西 Wàngjīngxī               | 0:17                   | 9,94              | ()            |             |
| Wangjing             | 望京 Wàngjīng                   | 0:19                   | 11,70             |               |             |
| Wangjingdong         | 望京东 Wàngjīngdōng             | 0:22                   | 13,35             |               |             |
| Cuigezhuang          | 崔各庄 Cuīgèzhuāng              | 0:25                   | 15,64             |               |             |
| Maquanying           | 马泉营 Mǎquányíng               | 0:28                   | 17,65             |               |             |
| Sunhe                | 孙河 Sūnhé                      | 0:32                   | 20,96             |               |             |
| Guozhan              | 国展 Guózhǎn                    | 0:37                   | 24,35             |               |             |
| Hualikan             | 花梨坎 Huālíkǎn                 | 0:39                   | 25,96             |               |             |
| Houshayu             | 后沙峪 Hòushāyù                 | 0:44                   | 29,32             |               |             |
| Nanfaxin             | 南法信 Nánfǎxìn                 | 0:49                   | 33,87             |               |             |
| Shimen               | 石门 Shímén                     | 0:53                   | 36,60             | Shunyi        |             |
| Shunyi               | 顺义 Shùnyì                     | 0:55                   | 37,94             |               |             |
| Fengbo               | 俸伯 Fèngbó                     | 0:59                   | 40,38             |               |             |
| Nancai               | 南彩 Náncǎi                     |                        |                   |               |             |

## Materiale rotabile
La linea 15 utilizza convogli elettrici del modello DKZ31, prodotti dalla CRRC Changchun Railway Vehicles Co., Ltd. Si tratta di treni di tipo B, composti da 6 carrozze, con una velocità operativa massima di 100 km/h.

### Depositi
La linea 15 dispone di due depositi: il deposito di Maquanying e il deposito di Fengbo. Il deposito di Maquanying si trova nel distretto di Chaoyang, nell’area di Cuigezhuang, a ovest della stazione Maquanying, ed è condiviso con la linea 14. Il deposito di Fengbo, invece, si trova a sud-est della medesima stazione.
| Modello | Immagine | Produttore                      | Anno di produzione | In servizio | Numeri di serie | Deposito          |
| ------- | -------- | ------------------------------- | ------------------ | ----------- | --------------- | ----------------- |
| DKZ31   |          | CRRC Changchun Railway Vehicles | 2010               | 28          | 15 001–15 028   | Maquanying Fengbo |